# 카호키아
카호키아(Cahokia, /kəˈhoʊkiə/ (11 MS 2))는 일리노이주 남서부 세인트클레어군에 있는, 미시시피 문화(700년 ~ 1600년경) 기에 미국 원주민이 세운 대유적으로 미주리주 세인트루이스 인근에 있다. 12~13세기 당시의 정치, 종교의 중심지이며, 인구는 1만명에 이르렀다고 생각된다. 방어용으로 추정되는 가로장으로 둘러싸인 유적의 중심 부분에는 ‘중앙 광장’을 둘러싸고 20기 정도의 고분이 있다. 그중 가장 큰 것은 광장의 북쪽에 있는 몬크 마운드(Monk's Mound)로 큰 두 계단 모양으로 되어 있으며, 규모는 길이 316m, 폭 241m의 정사각형으로 높이 30.5m이다. 그 바닥 면적의 크기만 보면 이집트 피라미드와 멕시코 테오티우아칸의 ‘태양의 피라미드’를 웃도는 크기이다. 유적의 중심을 둘러싸고 북쪽, 동쪽, 서쪽에는 광장을, 주위에 둔덕이 구축되어 있고, 둔덕의 수는 총 120기 정도이다. 이러한 마운드의 기능은 미시시피 문화 일반적인 특징이기도 하지만, 기본적으로는 제전으로 생각된다. 또한 발굴 조사를 통해 무덤으로도 사용된 것으로 판명된 바 있다. 무덤은 피장자의 신분에 따라 다양한 종류가 있었다. 부장품에는 조개 구슬, 조개 용기와 조가비 껍질 배, 진주, 종연 타출 세공한 동판이 보인다. 주인이 순장한 종자의 시신이 있는 무덤도 있다. 1450년 무렵부터 쇠퇴했지만, 인구 과밀과 전염병이 멸망의 원인이 될 수 있다. 1982년 ‘카호키아 마운드 주립 사적지’로 세계 유산에 등록되었다.

## 같이 보기
- 선사 시대와 북미 대륙
- 에토와
- 마운드빌 유적지

## 세계 유산
이 세계 유산은 세계 유산 등록 기준에서 이하의 기준을 충족하는 것으로 간주되어 등록이 이루어졌다. (아래의 기준은 세계 유산 센터에서 번역, 인용이다.)
(3) 현존하는 또는 소멸한 문화적 전통이나 문명의 유일한 또는 적어도 희소한 증거.
(4) 인류 역사상 중요한 시대를 예증하는 건축 양식, 건축물군, 기술의 집적 또는 경관의 뛰어난 예.